# Ammospermophilus insularis
Ammospermophilus insularis es una especie de roedor de la familia Sciuridae. Se considera un sinónimo de Ammospermophilus leucurus  2008 Lista Roja de la UICN.

## Distribución geográfica
Es  endémica de México